# Zhangzhu (köpinghuvudort i Kina, Jiangsu Sheng, lat 31,27, long 119,63)
Zhangzhu (kinesiska: 张渚, 张渚镇) är en köpinghuvudort i Kina. Den ligger i provinsen Jiangsu, i den östra delen av landet, omkring 120 kilometer sydost om provinshuvudstaden Nanjing. Antalet invånare är 75 994. Befolkningen består av 37 701 kvinnor och 38 293 män. Barn under 15 år utgör 9,0 %, vuxna 15-64 år 77 %, och äldre över 65 år 12,0 %.
Runt Zhangzhu är det tätbefolkat, med 286 invånare per kvadratkilometer. Närmaste större samhälle är Xushe, 14,3 km norr om Zhangzhu. Trakten runt Zhangzhu består till största delen av jordbruksmark.
Genomsnittlig årsnederbörd är 1 542 millimeter. Den regnigaste månaden är juli, med i genomsnitt 268 mm nederbörd, och den torraste är december, med 50 mm nederbörd.